# Гумеров, Ахмед-Ясавий Адигамович
Ахмед-Ясавий Адигамович Гумеров (баш. Әхмәт-Ясауи Әҙеһәм улы ; 17 (29) сентября 1895, Ичке Айыу, Белебеевский уезд, Уфимская губерния, Российская империя — 8 декабря 1937) — башкирский советский государственный деятель, Народный комиссар внутренних дел Башкирской АССР.

## Биография
Башкир. Образование среднее.
Участник Первой мировой войны, в русской армии служил подпоручиком, поручиком. Затем, командир полка РККА, участник Гражданской войны.
Член РКП(б). С ноября 1921 по июль 1922 года — нарком внутренних дел Башкирской АССР.
В 1925 году работал помощником прокурора Белебеевского кантона (Башкирская АССР). С лета 1937 года — редактор-переводчик Башкирского государственного издательства.
27 июля 1937 года был арестован, обвинён по ст. 58-2, 58-7, 58-8, 58-10, 58-11 и расстрелян 8 декабря 1937 года.
Реабилитирован посмертно в июле 1956 года.